# ألفريد جونج
ألفريد جونج Alfred Gong (ولد في أغسطس 1920 في تشيرنوفيتش في بوكوفينا باسم ألفريد ليكورنيك – ومات في أكتوبر 1981 في نيويورك) هو كاتب وشاعر كانت لغته كتاباته الألمانية.
كان ألفريد ليكورنيك في شبابه صديقا لباول تسيلان وإيمانويل فايسجلاس. أقام في فيينا بين عامي 1946 و 1851, ثم انتقل إلى الولايات المتحدة في عام 1956. وحصل على الجنسية الأمريكية في عام 1957 تحت اسم ألفريد جونج. كان يكتب في العديد من المجلات.

## من أعماله
- مزمور إسرائيل الأخير (قصائد)
- جراس وأوميجا (قصائد)
- بيان ألفا (قصائد)
- مدة العفو (قصائد)